# Nectandra discolor
Nectandra discolor (Kunth) Nees – gatunek rośliny z rodziny wawrzynowatych (Lauraceae Juss.). Występuje endemicznie w Peru. 

## Morfologia
PokrójZimozielone drzewo dorastające do 6–12 m wysokości.
LiścieMają owalnie eliptyczny kształt. Są skórzaste. Nasada liścia jest ostrokątna. Liść na brzegu jest całobrzegi. Wierzchołek jest spiczasty. Ogonek liściowy jest owłosiony i dorasta do 12–15 mm długości.
KwiatySą zebrane w wiechy. Rozwijają się w kątach pędów. Dorastają do 11–13 cm długości. Płatki okwiatu pojedynczego mają podłużny kształt i białą barwę.

## Biologia i ekologia
Rośnie w lasach. Występuje na obszarze górskim na wysokości około 2500 m n.p.m.